# Wygodasilus
Wygodasilus is een vliegengeslacht uit de familie van de roofvliegen (Asilidae).

## Soorten
- W. pulchripes (Bromley, 1928)